# Coin de Goldberg
 (septembre 2017).
Si vous disposez d'ouvrages ou d'articles de référence ou si vous connaissez des sites web de qualité traitant du thème abordé ici, merci de compléter l'article en donnant les références utiles à sa vérifiabilité et en les liant à la section « Notes et références ».
Pour les articles homonymes, voir Goldberg.

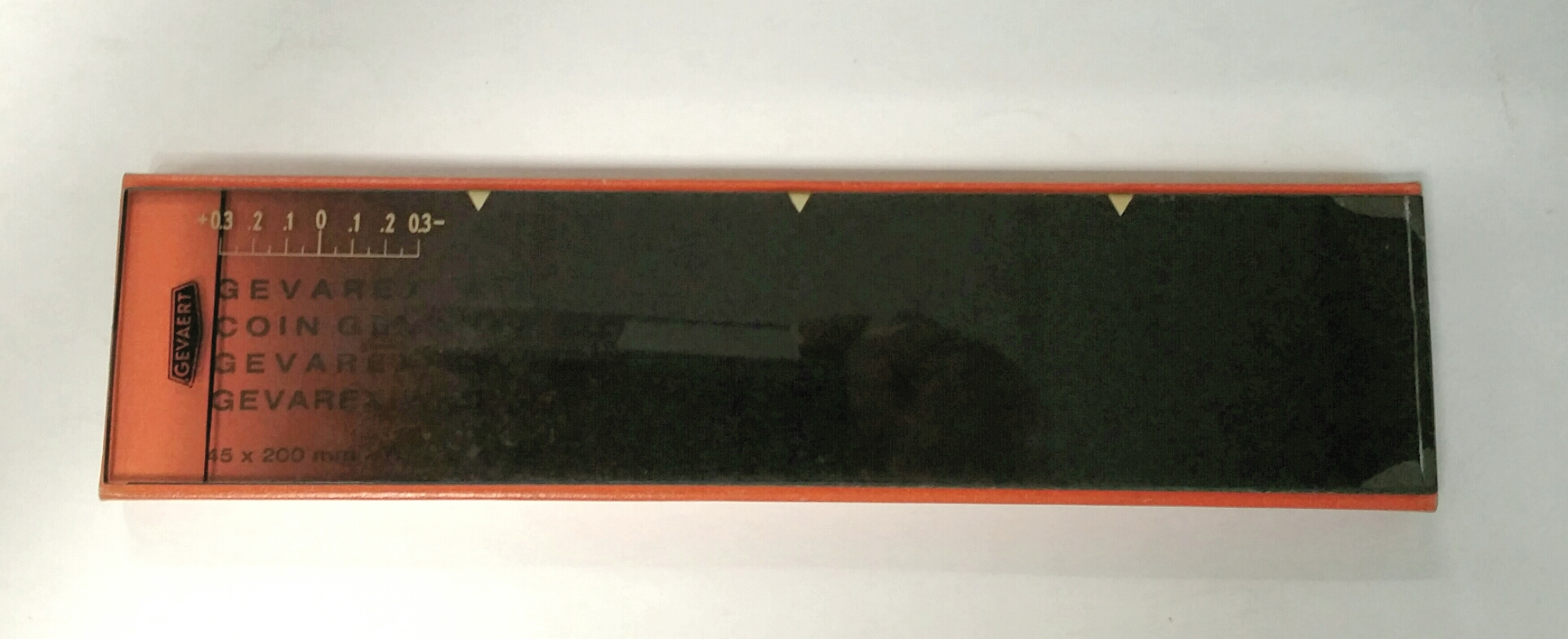
Coin de Goldberg de la marque Gevaert

Le coin de Goldberg est une échelle de gris neutre transparente de densité croissante utilisée en sensitométrie pour déterminer la sensibilité à la lumière d'une surface photographique.
Il doit son nom à son inventeur Emanuel Goldberg